# اغتيال رفيق الحريري

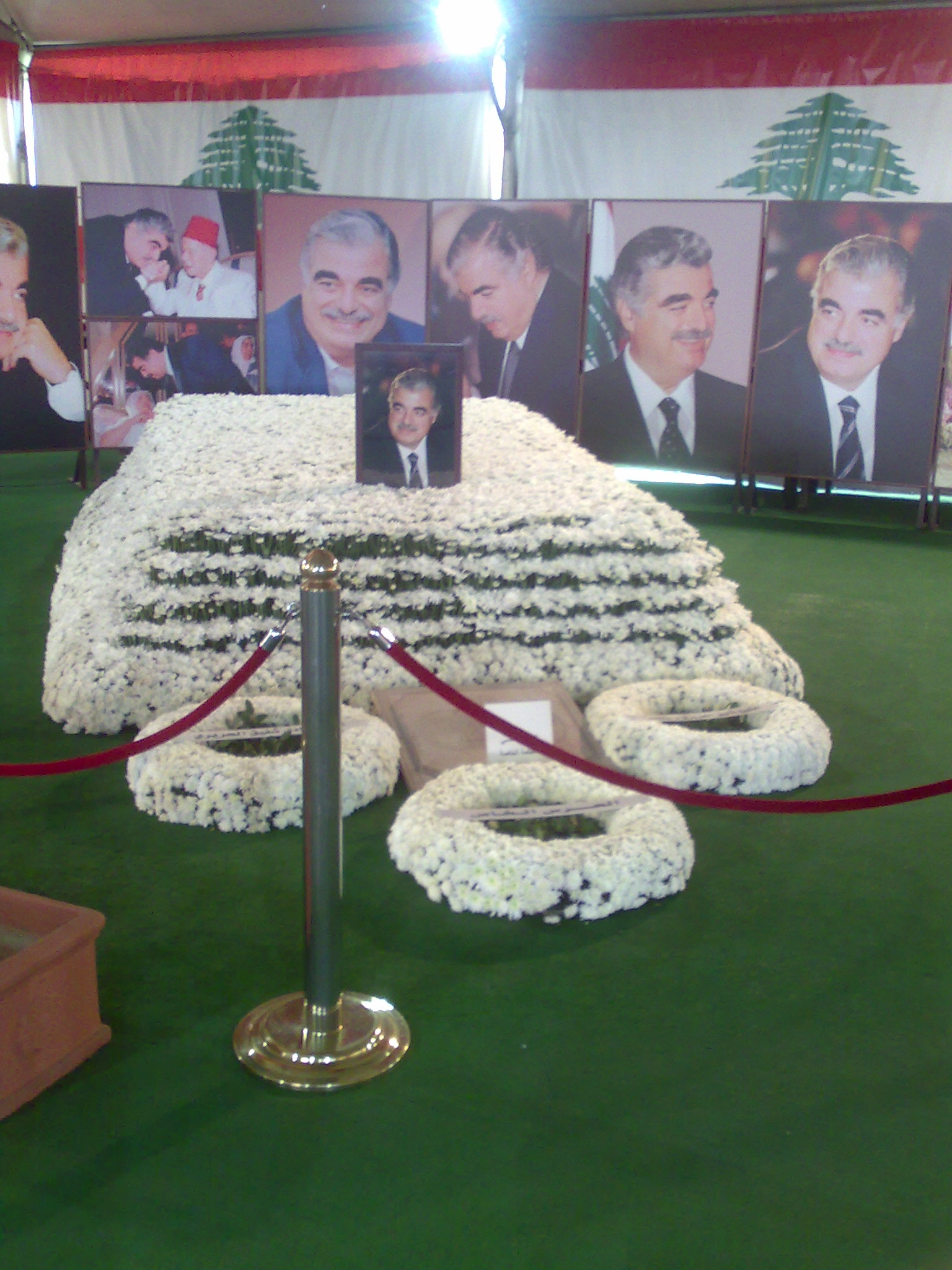
ضريح رفيق الحريري في بيروت

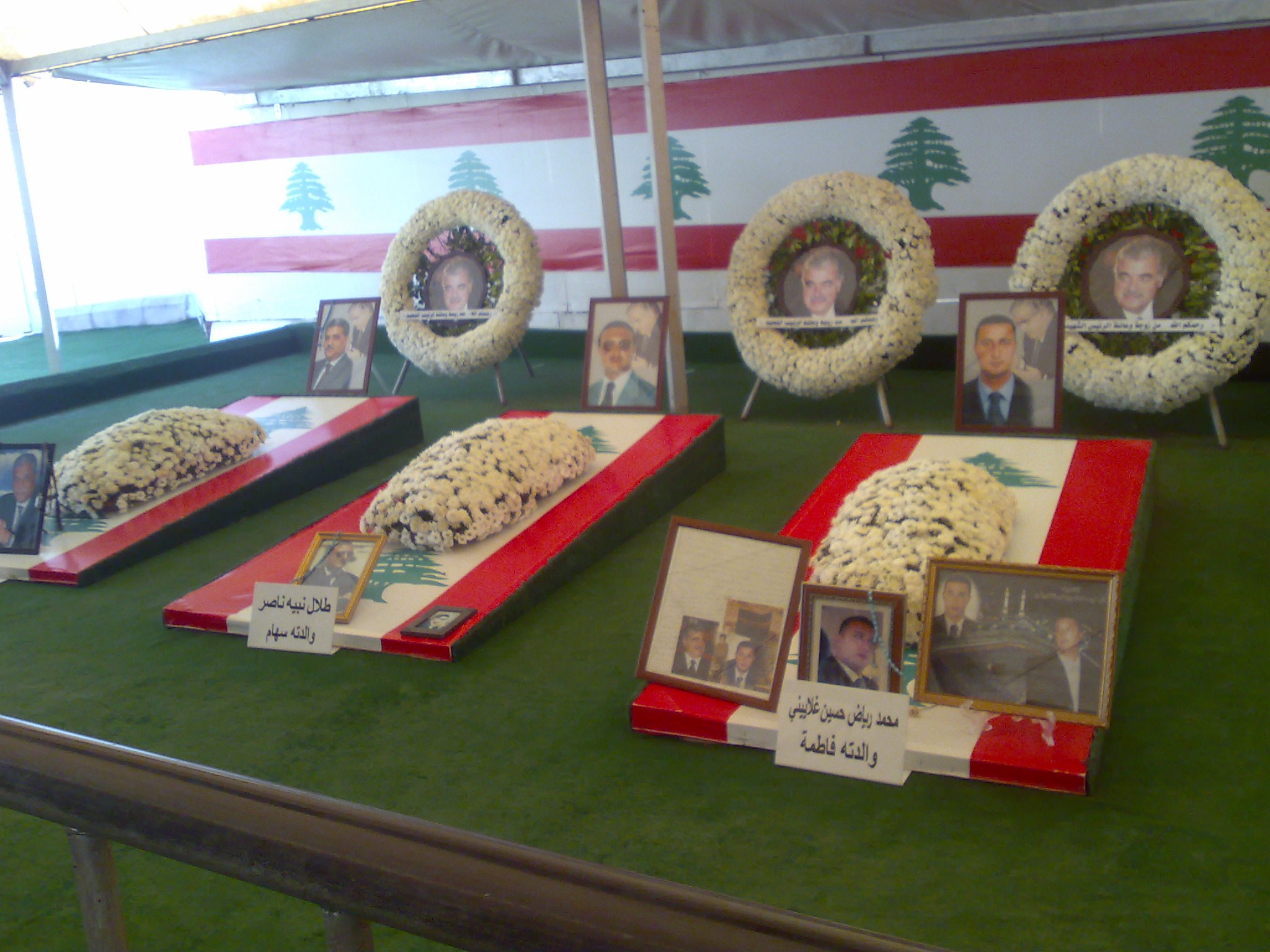
أضرحة بعض من رفاق الحريري الذين تم اغتيالهم معه

في 14 فبراير 2005، اغتيل رئيس الوزراء اللبناني الأسبق رفيق الحريري مع 21 شخصًا، عندما انفجر ما يعادل 1000 كيلوغرام من مادة التي إن تي أثناء مرور موكبه بالقرب من فندق سان جورج في بيروت. وكان من بين القتلى العديد من حراس الحريري وواحد من اصدقائه، بالإضافة إلى وزير الاقتصاد اللبناني الاسبق باسل فليحان. دفن الحريري مع حراسه في موقع قريب من جامع محمد الأمين. في 6 فبراير 2006، اتفقت الحكومة اللبنانية والأمم المتحدة على تشكيل المحكمة الدولية الخاصة بلبنان، وعدت هذه المرة الأولى التي تحاكم فيها محكمة دولية أشخاصًا لجريمة ارتكبت ضد شخص معين. استنادا لسي بي سي نيوز، وصحيفة وول ستريت وصحيفة هاآرتس الإسرائيلية، بالإضافة إلى المحكمة الدولية الخاصة بلبنان جنبا إلى تحقيق مستقل قام به النقيب وسام الحسن، فإنه عُثِّر على أدلة دامغة تثبت تورط عناصر من حزب الله في عملية الاغتيال.
وعقب اغتيال الحريري حصلت عدة انفجارات واغتيالات ضد شخصيات مناهضة للوجود السوري في لبنان وكان من بينها: سمير قصير، جورج حاوي، جبران غسان تويني، بيار أمين الجميل، وليد عيدو. كما تم محاولة اغتيال كل من: إلياس المر، مي شدياق، وسمير شحادة (الذي كان يحقق في قضية اغتيال الحريري).

## خلفية
شكك الحريري وآخرون في تحالف 14 آذار في خطة تمديد ولاية الرئيس اللبناني إميل لحود، التي شجعها الغضب الشعبي والعمل المدني الذي تحول إلى ثورة الأرز. وقال وليد جنبلاط، بعد الاغتيال إن الرئيس السوري بشار الأسد هدد الحريري شخصيًا في اجتماع في آب / أغسطس 2004، قائلاً «لحود يمثلني. . . إذا كنت تريدني أنت وشيراك أن أخرج من لبنان، فسأدمر لبنان». ونقلت روايته، ولكن لم تُؤْكَدُ، في تقرير فيتزجيرالد للأمم المتحدة. ولم يصل التقرير إلى حد اتهام دمشق أو أي طرف آخر بشكل مباشر، قائلاً إن تحقيقًا دوليًا شاملاً فقط يمكن أن يحدد الجاني.
وبحسب هذه الشهادات، ذكّر الحريري الأسد بتعهده بعدم السعي لتمديد ولاية لحود، ورد الأسد بأن هناك تحولًا في السياسة وأن القرار اتخذ بالفعل. وأضاف أنه يجب أن ينظر إلى لحود على أنه ممثله الشخصي في لبنان وأن «معارضته بمثابة معارضة للأسد نفسه». أضيف أنه (الأسد) «يفضل تحطيم لبنان على رأس الحريري و[الزعيم الدرزي] وليد جنبلاط على أن يُحطم كلامه في لبنان».
وبحسب الشهادات، هدد الأسد بعد ذلك الحليفين القدامى الحريري وجنبلاط بالإيذاء الجسدي إذا عارضا التمديد للحود. وبحسب ما ورد استمر الاجتماع عشر دقائق، وكانت آخر مرة التقى فيها الحريري بالأسد. بعد ذلك الاجتماع قال الحريري لمناصريه إنه ليس لديهم خيار آخر سوى دعم التمديد لحود. كما تلقت البعثة روايات عن المزيد من التهديدات التي وجهت إلى الحريري من قبل مسؤولي الأمن في حال امتنع عن التصويت لصالح التمديد أو «حتى التفكير في مغادرة البلاد».
كما ذكرت الصحفية الأيرلندية لارا مارلو أن الحريري أخبرها أنه تلقى تهديدات من الأسد.
في مقابلة مع دير شبيغل، قال الرئيس الأسد: «لم أقم بتهديده قط ولم يوجه أي ضابط مخابرات سوري مسدسًا إلى رأسه».
في 2 سبتمبر 2004، تبنت الأمم المتحدة قرار مجلس الأمن الدولي رقم 1559، الذي دعا سوريا إلى إنهاء الوصاية السورية على لبنان والتي دامت 29 عامًا.

## الاغتيال
في صباح يوم 14 شباط / فبراير، زار الحريري مجلس النواب ثم مقهى «كافيه دي ليتوال» لمدة عشرين دقيقة. غادر المقهى في موكب من ست سيارات واتبع طريقا ظل سريا حتى اللحظة الأخيرة. بعد ست دقائق ونصف من مغادرة المقهى، مع اقتراب الموكب من فندق سان جورج على الكورنيش، انفجرت شاحنة مفخخة، ودمرت الموكب.
خلّف الانفجار حفرة بعرض ثلاثين قدماً في الكورنيش. قُتل ما مجموعه 22 شخصًا، بينهم الحريري، وأصيب 220 آخرون. واشتعلت النيران في عشرات السيارات، وهدمت عدة مبان.
ودفن الحريري مع الحراس الذين قتلوا في التفجير في موقع بالقرب من مسجد محمد الأمين.
وأعلنت جماعة تطلق على نفسها اسم «جماعة النصرة والجهاد في بلاد الشام» مسؤوليتها عن الانفجار. والتي لم يسمع عنها من قبل. وأظهر شريط بثته قناة الجزيرة رجلًا ملتحيًا يعتقد أنه فلسطيني يدعى أحمد أبو عدس، ادعى الهجوم. تمت مداهمة منزل أبو عدس لكنه لا يزال مفقودًا. وتكهن تقرير الأمم المتحدة حول جريمة القتل بأنه ربما كان هو الانتحاري، لكنه نقل أيضًا عن أحد الشهود الذي قال إن لا علاقة لعداس بالتفجير.
حدد تقرير الأمم المتحدة أن القنبلة وُضعت في شاحنة ميتسوبيشي كانتر بيضاء، بناء على لقطات كاميرات المراقبة من بنك إتش إس بي سي قريب. من المحتمل أن يكون قدفُجرت من قبل انتحاري في السيارة، الأمر الذي كان من شأنه أن يهرب من أجهزة التشويش الإلكترونية في موكب الحريري. وجاء في تقرير المحققين أن شاحنة ميتسوبيشي قد سُرقت من ساغاميهارا، اليابان، في 12 أكتوبر / تشرين الأول 2004.

## التحقيق

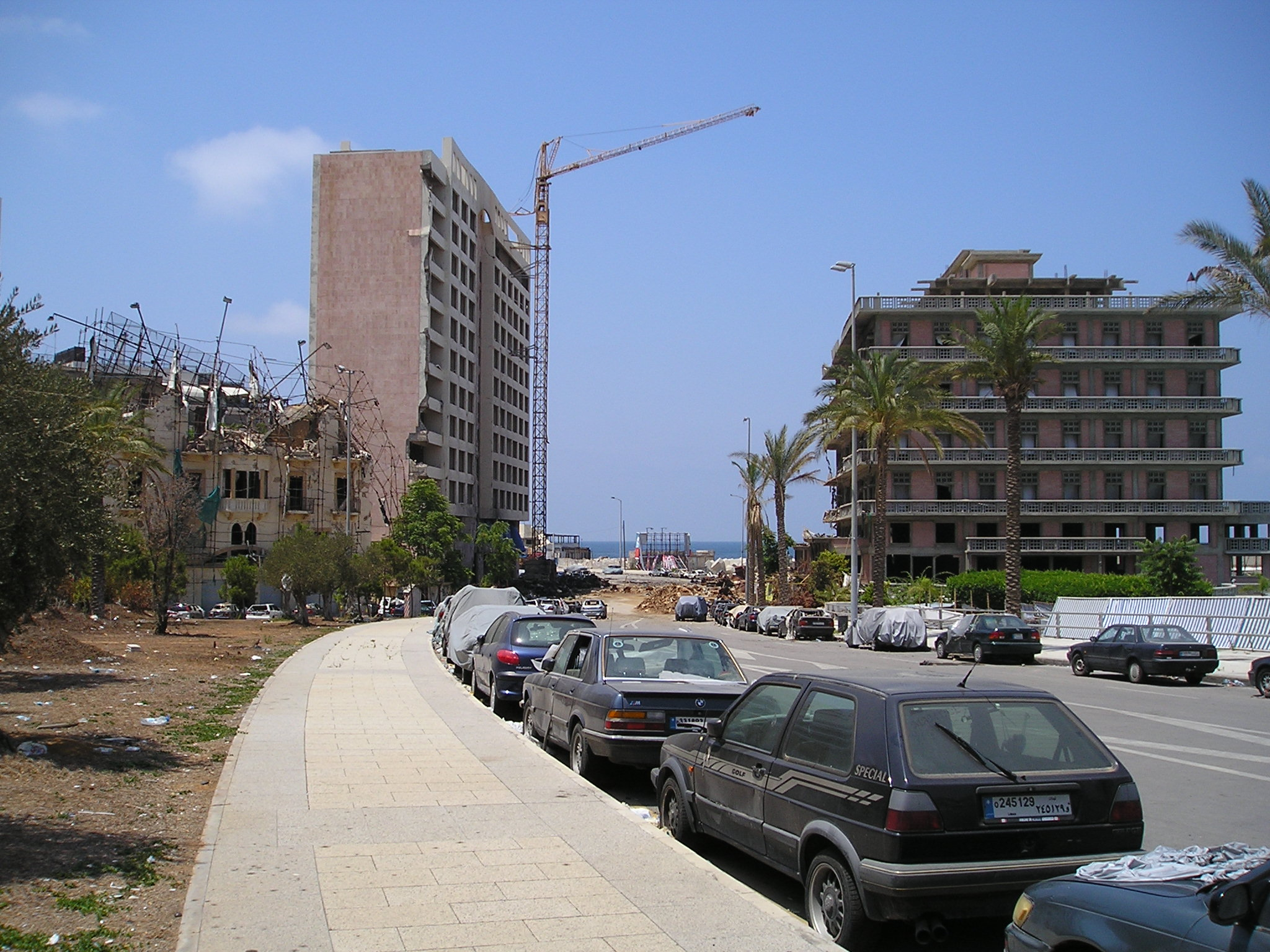
شارع ميناء الحصن حيث اغتيل الحريري

في 7 أبريل 2005، تبنى مجلس الأمن التابع للأمم المتحدة بالإجماع القرار 1595 لإرسال فريق تحقيق للنظر في اغتيال الحريري. قدم الفريق، بقيادة القاضي الألماني ديتليف ميليس، نتائجه الأولية في ما يسمى بتقرير ميليس إلى مجلس الأمن في 20 أكتوبر 2005.
وأشار التقرير إلى تورط مسؤولين سوريين ولبنانيين مع التركيز بشكل خاص على رئيس المخابرات العسكرية السورية بشار الأسد وصهر الرئيس السوري بشار الأسد آصف شوكت.
في أعقاب التقرير، دعا الرئيس الأمريكي جورج دبليو بوش إلى عقد اجتماع خاص للأمم المتحدة لمناقشة الرد الدولي «بأسرع ما يمكن للتعامل مع هذه المسألة الخطيرة للغاية». في غضون ذلك، طلب ديتليف ميليس مزيدًا من الوقت للتحقيق في كل الخيوط.[بحاجة لمصدر]
طالب سياسيون لبنانيون بتمديد فترة عمل فريق التحقيق وميثاقه ليشمل اغتيالات لشخصيات لبنانية بارزة أخرى مناهضة لسوريا في ذلك الوقت، مثل الصحفي سمير قصير (الذي قُتل في انفجار سيارة مفخخة في يونيو 2005) وجبران تويني (الذي قتل أيضًا على يد سيارة مفخخة في ديسمبر 2005).
وأيد تقرير ثان، قُدِّم في 10 كانون الأول / ديسمبر 2005، استنتاجات التقرير الأول. في 11 يناير 2006، واستبدل ميليس بالمدعي البلجيكي سيرج براميرتز.[بحاجة لمصدر]
وافقت الحكومة اللبنانية على هذا التحقيق، رغم أنها دعت إلى المشاركة الكاملة، وليس التفوق، لأجهزتها الخاصة واحترام السيادة اللبنانية. صوت مجلس الأمن الدولي بالإجماع على المطالبة بالتعاون السوري الكامل مع محققي الأمم المتحدة في الموضوع، وآخر تقريرين لبراميرتز، وأشاد بالتعاون السوري الكامل.
في 30 آب / أغسطس 2005، ألقي القبض على أربعة جنرالات لبنانيين موالين لسوريا (بعضهم روّج لنظرية أبو عدس الكاذبة). بشبهة التآمر لارتكاب جريمة قتل. تم احتجازهم بدون تهمة من قبل السلطات اللبنانية لمدة أربع سنوات، وأفرجت عنهم المحكمة الخاصة بلبنان عندما تولت التحقيق في عام 2009. مصطفى حمدان رئيس لواء الحرس الجمهوري اللبناني سابقا. جميل السيد المدير العام السابق للأمن العام. علي الحاج مدير عام قوى الأمن الداخلي. وريموند عازار، المدير السابق للمخابرات العسكرية، أُطلق سراحهما بناءً على أمر من قاضي الإجراءات التمهيدية في المحكمة الخاصة بلبنان بناءً على طلب المدعي العام بسبب نقص الأدلة. ولدى تقديم الطلب، نظر المدعي العام في «التناقضات في أقوال الشهود الرئيسيين وعدم وجود أدلة مؤيدة لدعم هذه الأقوال».
أجرى فريق ديتليف ميليس مقابلة مع وزير الداخلية السوري غازي كنعان في سبتمبر / أيلول 2005 بصفته "شاهداً" في عملية الاغتيال. ونفى كنعان أي دور له في الاغتيال. في 12 أكتوبر / تشرين الأول، عُثر على كنعان مقتولاً بعيار ناري في رأسه في مكتبه بدمشق."  قالت الحكومة السورية إنه كان انتحارًا، على الرغم من أن آخرين زعموا أنه قتل لقطع الصلة بين مقتل الحريري والنظام.
في 30 ديسمبر 2005، أشار نائب الرئيس السوري السابق عبد الحليم خدام في مقابلة تلفزيونية إلى تورط الأسد في الاغتيال وقال إن الأسد شخصياً هدد الحريري في الأشهر التي سبقت وفاته. ودفعت هذه المقابلة نواب سوريين للمطالبة باتهامات الخيانة ضد خدام.
في 18 كانون الأول (ديسمبر) 2006، أشار تقرير مرحلي أعده رئيس التحقيق السابق، سيرج براميرتز، إلى أن أدلة الحمض النووي التي تم جمعها من مسرح الجريمة تشير إلى أن الاغتيال قد يكون من فعل انتحاري شاب.
في 28 آذار (مارس) 2008، وجد التقرير العاشر للجنة التحقيق الدولية المستقلة التابعة للأمم المتحدة أن «شبكة من الأفراد تحركت بشكل متضافر لتنفيذ اغتيال رفيق الحريري وأن هذه الشبكة الإجرامية -» شبكة الحريري«- أو أجزاء منها مرتبطة ببعض القضايا الأخرى ضمن صلاحيات اللجنة».
ومدد مجلس الأمن ولاية التحقيق التي كان من المقرر أن تنتهي في ديسمبر / كانون الأول 2008 حتى 28 فبراير / شباط 2009.
في 7 فبراير 2012، أفادت صحيفة حريت أن محققين من الأمم المتحدة أجروا مقابلة مع لؤي السقا، مهتمين بما إذا كان قد لعب دوراً في الاغتيال.

### المتهمون
- مصطفى بدر الدين: يُعدّ المتهم الرئيسي و«العقل المدبر» لجريمة اغتيال الحريري. وجاء في مذكرة توقيفه أنه «خطط للجريمة وأشرف على تنفيذها». وفي أيار/مايو 2016، أعلن حزب الله عن مقتله، وفي تموز/يوليو من العام نفسه، أعلنت المحكمة الدولية التوقف عن ملاحقته بعدما تأكدت من مقتله.
- سليم عياش: تتهم المحكمة عياش المسؤول العسكري في حزب الله، بقيادة العملية. وجاء في مذكرة توقيفه أنه «المسؤول عن الخلية التي نفذت عملية الاغتيال وشارك شخصياً في التنفيذ»، وشملت التهم الموجهة إليه، وفق موقع المحكمة الدولية، وضع «مؤامرة هدفها ارتكاب عمل إرهابي» و«ارتكاب عمل إرهابي باستعمال أداة متفجّرة» وقتل الحريري و21 شخصاً آخرين «عمداً باستعمال مواد متفجّرة» ومحاولة قتل 226 شخصاً، وفي أيلول/سبتمبر 2019، وجهت المحكمة الدولية تهمتي «الإرهاب والقتل» لعياش لمشاركته في ثلاث هجمات أخرى استهدفت سياسيين بين العامين 2004 و2005.
- حسين عنيسي وأسد صبرا: يحاكم كل من عنيسي وصبرا بتهمة تسجيل شريط فيديو مزيف بثته قناة «الجزيرة» يدعي المسؤولية نيابة عن جماعة وهمية أطلقت على نفسها «جماعة النصر والجهاد في بلاد الشام». وتتضمن لائحة الاتهامات الموجهة لهما على صفحة المحكمة الدولية «التدخل في جريمة ارتكاب عمل إرهابي باستعمال أداة متفجّرة» و«التدخل في جريمة قتل رفيق الحريري عمداً باستعمال مواد متفجّرة».
- حسن حبيب مرعي: قررت المحكمة الدولية ملاحقة مرعي عام 2013، وضمت قضيته في شباط/فبراير 2014 إلى قضية المتهمين الآخرين، ووُجهت لمرعي أيضاً اتهامات بـ«التدخل في جريمة ارتكاب عمل إرهابي» وقتل الحريري والقتلى الآخرين عمداً.[30][31]

## محكمة الأمم المتحدة الخاصة
اتفقت الحكومة اللبنانية والأمم المتحدة على إنشاء محكمة خاصة بلبنان في عام 2007، بتوقيع الاتفاقية في 23 يناير 2007 و6 فبراير 2007 على التوالي. لكن عندما أحيلت الاتفاقية إلى مجلس النواب اللبناني للمصادقة عليها، رفض رئيس مجلس النواب دعوة مجلس النواب إلى الانعقاد للتصويت عليها. وبناءً على طلب أغلبية أعضاء مجلس النواب اللبناني ورئيس الوزراء، تبنى مجلس الأمن التابع للأمم المتحدة القرار 1757 لتطبيق الاتفاقية.
أوجد مقر المحكمة خارج لبنان، لأسباب أمنية والكفاءة الإدارية والنزاهة، في لايدسخيندام، في ضواحي لاهاي بهولندا. مقر المحكمة هو المقر السابق لجهاز المخابرات والأمن العام الهولندي (Algemene Inlichtingen- en Veiligheidsdienst، أو AIVD). وافقت هولندا على استضافة المحكمة في 21 ديسمبر 2007. وافتتحت المحكمة في 1 مارس 2009. وتعتبر المحكمة أول محكمة دولية تحاكم الإرهاب كجريمة قائمة بذاتها.
في 29 نيسان / أبريل 2009، وبناءً على طلب المدعي العام دانيال بيلمار، قرر قاضي الإجراءات التمهيدية أن المشتبه بهم الأربعة الذين قُبض عليهم أثناء التحقيق "لا يمكن اعتبارهم "إما مشتبه فيهم أو متهمين في الإجراءات التي لا تزال معروضة على المحكمة" وأمر بالإفراج عنهم دون قيد أو شرط. والمعتقلون هم اللواء جميل السيد (رئيس الأمن العام) واللواء علي الحاج (رئيس قوى الأمن الداخلي في الشرطة اللبنانية) والعميد رايموند أزار (رئيس مخابرات الجيش) والعميد الركن مصطفى حمدان (رئيس الحرس الجمهوري). وقد اعتبروا في ذلك الوقت عملاء إنفاذ القانون الأساسيين في سوريا، وقد أمضوا ما يقرب من 3 سنوات و 8 أشهر رهن الاحتجاز بعد أن اعتقلتهم السلطات اللبنانية في 1 سبتمبر / أيلول 2005، وخلال تلك الفترة لم يتم توجيه أي تهم إليهم. جاء الإفراج عنهم وسط أجواء سياسية متوترة في لبنان، بسبب التسييس المكثف للقضية رسميًا. صرحت العديد من الشخصيات السياسية المناهضة لسوريا "أننا ما زلنا نعتبرهم مذنبين".[بحاجة لمصدر]
في 30 حزيران / يونيو 2011، أفادت صحيفة "هآرتس" أن المحكمة قدمت إلى المدعي العام اللبناني لوائح اتهام لأربعة أعضاء من حزب الله اللبناني وأجنبي. ووجهت لوائح الاتهام ممثلو محكمة العدل الدولية في لاهاي.
وكان العميد اللبناني وسام الحسن من الشخصيات البارزة في المحكمة الخاصة. في 19 تشرين الأول 2012، اغتيل الحسن بانفجار سيارة في منطقة الأشرفية في بيروت.

### صدور الحكم
في 18 أغسطس 2020، أصدرت المحكمة الدولية الخاصة بلبنان حكمها في قضية اغتيال رفيق الحريري، بإدانة سليم عياش بتهمة قتل الحريري عمدًا، إضافة إلى إدانته بقتل 21 آخرين ذهبوا ضحية التفجير، وقال رئيس المحكمة القاضي ديفيد راي «تعلن غرفة الدرجة الأولي عياش مذنبا بما لا يرقى إليه الشك بوصفه مشاركا في تنفيذ القتل المتعمد لرفيق الحريري»، وبراءة كل من حسين عنيسي وأسد صبرا، وحسن حبيب مرعي، لعدم كفاية الأدلة، كما أفادت المحكمة بأنه «لا يوجد دليل على تورط سوريا أو قيادة «حزب الله» بصورة مباشرة».

## حزب الله
في آب / أغسطس 2010، رداً على إشعار بأن محكمة الأمم المتحدة ستوجه اتهامات إلى بعض أعضاء حزب الله، قال الأمين العام لحزب الله حسن نصر الله إن إسرائيل كانت تبحث عن طريقة لاغتيال الحريري في وقت مبكر من عام 1993 من أجل خلق فوضى سياسية من شأنها أن تجبر سوريا على ذلك. الانسحاب من لبنان، وتكريس أجواء معادية لسوريا في لبنان في أعقاب الاغتيال. ومضى يقول إن حزب الله ألقى في عام 1996 القبض على عميل يعمل لصالح إسرائيل باسم أحمد نصر الله - لا علاقة له بحسن نصر الله - زُعم أنه اتصل بمفصّل أمن الحريري وأخبرهم أن لديه دليلًا قويًا على أن حزب الله كان يخطط للانتحار. ثم اتصل الحريري بحزب الله وأبلغهم بالوضع. ورد سعد الحريري أن على الأمم المتحدة التحقيق في هذه الادعاءات.

## ما بعد الحادثة
بعد اغتيال الحريري، وقعت عدة تفجيرات واغتيالات أخرى ضد شخصيات مناهضة لسوريا. ومن هؤلاء سمير قصير وجورج حاوي وجبران تويني وبيار أمين الجميل ووليد عيدو. جرت محاولات اغتيال لإلياس المر ومي شدياق وسمير شحادة (الذي كان يحقق في مقتل الحريري).